# Sörfjärden (Bygdeå socken, Västerbotten)
Sörfjärden är en sjö i Robertsfors kommun i Västerbotten och ingår i Rickleån-Dalkarlsåns kustområde.